# 버니어

버니어(vernier)는 버니어 캘리퍼스 등의 보조구에 넣어져 있는 0 눈금이 주척 눈금의 어떤 위치에 있는가를 정확하게 읽을 수 있도록 만든 보조 눈금이다.
보통의 버니어는 주척의 9개 눈금에 상당하는 길이는 부척 위에 10개 눈금의 간격으로서 눈금이 들어 있다.부척의 0 눈금이 주척 위의 한 눈금과 일치되어 있을 때에는, 부척의 제10의 눈금은 주척의 다른 눈금과 일치되고 그 밖의 눈금은 모두 어긋나게 마련이다.
그런데 0눈금이 주척의 눈금과 일치하지 않을 때, 예컨대 주척의 눈금 사이의 2／10만큼 어긋나 있을 때에는 버니어의 2의 눈금이 주척의 눈금과 일치한다. 버니어의 몇 번째의 눈금이 주척의 눈금과 일치하는가를 보면 버니어의 눈금이 주척의 눈금에서 어긋나 있는 길이를 알 수 있다.

## 역사
눈금이 없는 측경 양각기는 고대 중국 신나라(AD 9년) 초기에 탄생하였다. 정확도가 강화된 2번째 자는 1631년 프랑스의 수학자 피에르 버니어가 발명하였다.

## 같이 보기
- 마이크로미터 (기구)
- 아들자
- 계산자